# الثورة في مملكة بولندا (1905–1907)
الثورة في مملكة بولندا (1905–1907)، والمعروفة أيضًا باسم الثورة البولندية عام 1905، هي جزء رئيسي من الثورة الروسية التي حدثت عام 1905 في بولندا التقسيم الروسي. وكان التمرد في وودج في يونيو 1905 أحد الأحداث المهمة في تلك الفترة. خلال ذلك الوقت، وقعت العديد من الأحداث الأصغر والمظاهرات والصراعات المسلحة بين الفلاحين والعمال من جهة، والحكومة من جهة أخرى. اشتملت مطالب المتظاهرين على تحسين الظروف المعيشية للعمال، وكذلك الحريات السياسية، خصوصًا في ما يتعلق بزيادة الحكم الذاتي لبولندا. وفي عام 1905 تحديدًا، كانت بولندا على وشك انتفاضة جديدة، أو ثورة، أو حرب أهلية. حتى أن بعض المؤرخين البولنديين يعتبرون أحداث تلك المرحلة انتفاضة بولندية رابعة ضد الإمبراطورية الروسية.

## الخلفية
ساهم تدهور الظروف الاقتصادية (ركود 1901-1903) في تصاعد التوترات السياسية في الإمبراطورية الروسية، ومن ضمنها بولندا. تضرر اقتصاد مملكة بولندا بشكل كبير جراء تبعات الحرب الروسية اليابانية؛ بحلول أواخر عام 1904، فقد أكثر من مئة ألف عامل بولندي وظائفهم. وساهم التجنيد الإلزامي لصالح الجيش الروسي وسياسات الترويس المستمرة في تفاقم توتر السكان البولنديين. وانتشرت الأخبار والمواقف من ثورة 1905 الروسية بسرعة من سانت بطرسبرغ (حيث قُتل المتظاهرون في 22 يناير) عبر الإمبراطورية الروسية إلى بولندا التي تسيطر عليها روسيا. وقد استفادت الفصائل في روسيا وبولندا من ذلك، والتي كانت تريد تغييرات جذرية كحد أدنى.
أثناء ذلك، اشتبك فصيلان ضمن القادة السياسيين البولنديين. كان جناح الحزب الاشتراكي البولندي (Polska Partia Socjalistyczna، واختصارًا PPS) الموالي ليوزيف بيوسودسكي يرى أن البولنديين يجب أن يظهروا عزمهم على استعادة الاستقلال من خلال احتجاجات نشطة وعنيفة ضد الروس. ولكن الحزب الديمقراطي الوطني الموالي لرومان دموسكي (endecja) وكذلك الجناح «الأيسر» (أو «الفتي») التابع للحزب الاشتراكي البولندي لم يشاطروهم ذلك الرأي. رأى الديمقراطيون الوطنيون أن على البولنديين العمل مع السلطات الروسية وزيادة تمثيلهم في مجلس الدوما (البرلمان الروسي)، بينما أراد يسار الحزب الاشتراكي البولندي العمل مع الثوار الروس للإطاحة بالقيصر، ورأوا أن إنشاء المجتمع الاشتراكي أكثر أهمية من الاستقلال البولندي.

## الثورة
خلال القرن التاسع عشر، أصبحت وودج مركزًا صناعيًا بولنديًا رائدًا، شديد التحضر والصناعة، وبالتالي أصبحت معقلًا للحركة الاشتراكية. بحلول 22 يناير 1905، كان العمال في وودج في حالة إضراب بالفعل، وفي 31 يناير ذكرت الشرطة القيصرية أن المضربين حملوا لافتات تحمل شعارات «تسقط الأوتوقراطية! تسقط الحرب!» وكذلك الحال  في وارسو، عاصمة بولندا السابقة ومركز صناعي رئيسي آخر، حيث انتشرت الانتفاضات والمظاهرات. قام إضراب عام في وارسو في 14 يناير، وبلغت حصيلة الضحايا في وارسو في غضون الأيام القليلة القادمة أكثر من 90 قتيلًا وأعلنت الحكومة الروسية وضع وارسو تحت الحصار في 17 يناير.
في 28 يناير، دعا الحزب الاشتراكي البولندي والديمقراطية الاجتماعية في مملكة بولندا وليتوانيا إلى إضراب عام، وشارك أكثر من 400 ألف عامل في الإضرابات في جميع أنحاء بولندا، والتي دامت أربعة أسابيع. كان ذلك مجرد مقدمة لسلسلة اضرابات أكبر عصفت ببولندا خلال العام القادم. في الفترة 1905-1906، حدث نحو 7000 اضراب وغيرها من عمليات التوقف عن العمل، والتي شملت 1.3 مليون بولندي. طالب المحتجون بتحسين ظروف العمال ومنح البولنديين حرية سياسية أكبر. بحلول فبراير، انضم طلاب الجامعات البولندية إلى الإضرابات، احتجاجًا على الترويس وطالبوا بحق الدراسة باللغة البولندية. انضم تلاميذ المدارس الثانوية لهم وكان بعضهم من المدارس الابتدائية. بينما منحت الحكومة الروسية بعض التسهيلات للحركة القومية البولندية ووافقت عليها (إزالة بعض القيود على استخدام اللغة البولندية في الفصول الدراسية)، كان الكثير –وخاصة العمال– ما زالوا غير راضين. في بعض مناطق بولندا، استمرت الإضرابات المدرسية لمدة تقارب ثلاثة أعوام. وقعت مظاهرات كبيرة في الأول من مايو (يوم العمل)، وأًصيب نحو 30 شخصًا بالرصاص أثناء مظاهرة في وارسو. لاحقًا في ذلك الشهر، تفكك النظام العام في وارسو لبعض الوقت أثناء قيام حملة عشوائية ضد العناصر الإجرامية والعملاء الروس.